# Aktütün
Aktütün (kurd. Bezele) ist ein Weiler in Südostanatolien in unmittelbarer Nähe zur irakischen Grenze. Er liegt im Landkreis Şemdinli in der Provinz  Hakkâri. Verwaltungstechnisch gehört der Weiler zum Dorf Konur. Türkeiweite Bekanntschaft erlangte Aktütün durch einen Überfall der Arbeiterpartei Kurdistans auf die gleichnamige Wache der Jandarma in unmittelbarer Nachbarschaft des Weilers im Jahre 2008. Dabei kamen 38 Menschen, darunter 23 Angreifer, ums Leben. Die PKK filmte den Überfall und veröffentlichte die Sequenzen auf ihrem Sender Roj TV.
Aktütün verfügt über eine Grundschule.